# Comery
Comery is een historisch merk van motorfietsen.
De bedrijfsnaam was"Comery Motors, Nottingham
Meteen na de Eerste Wereldoorlog was het in het Verenigd Koninkrijk weer toegestaan motorfietsen te produceren. Wegens materiaalschaarste was dat tijdens de oorlog - afgezien van militaire motorfietsen - verboden geweest. W. Comery, die hoofdingenieur bij Raleigh was, was verantwoordelijk voor het ontwerp, maar het merk was waarschijnlijk eigendom van de coureur Archie Cook. De eerste machines hadden al een geveerd frame en een luchtgekoelde tweecilinderboxermotor. In 1923 verliet Comery Raleigh om voor zichzelf te beginnen. Nu produceerde hij lichte motorfietsen met tweetaktmotoren van Villiers met een Sturmey-Archer drieversnellingsbak en chain-cum-belt drive. Daarmee kon men ook een complete zijspancombinatie kopen. In 1925 was er sprake van een prototype 439cc-V-twin met een kleine blokhoek, maar die machine haalde het productiestadium niet.